# Renegat (serial telewizyjny)
Renegat (ang. Renegade) – amerykański serial telewizyjny z gatunku sensacji. W okresie od 19 września 1992 do 4 kwietnia 1997 powstało pięć sezonów składających się w sumie na sto dziesięć odcinków.
W Polsce serial po raz pierwszy emitowany był przez Canal+ Premium w wersji z polskim dubbingiem (pod tytułem Mściciel na harleyu), a następnie – już w wersjach lektorskich – przez Polsat (lektorem był Janusz Kozioł), TVN (w 2004 roku) i TVN Siedem.

## Wstęp
Serial opowiada o przygodach Reno Rainesa, policjanta wrobionego w morderstwo w ramach zemsty za zeznawanie przeciwko innym policjantom. Przez tę sytuację Raines zmuszony jest uciekać. Staje się łowcą nagród, zarabiającym na życie poprzez łapanie ściganych przestępców, za których wyznaczono nagrody.
Każdy odcinek zaczyna się od czytanego przez narratora streszczenia fabuły (w tłumaczeniu Polsatu):

Był gliniarzem i sprawdził się w tym zawodzie. Ale zeznawał przeciw innemu gliniarzowi, a to niewybaczalny grzech. Próbowano go zabić, ale kula trafiła jego dziewczynę. Wyjęty spod prawa ucieka, szukając sprawiedliwości. Jest łowcą nagród, jest renegatem.

W tłumaczeniu Canal+:

Był gliniarzem i to dobrym gliniarzem. Jedynym jego błędem było zeznawanie przeciwko skorumpowanym kolegom z policji. Za to postanowili go zabić. Ofiarą padła jednak kobieta, którą kochał. Wrobiony w morderstwo, wyjęty spod prawa, ścigany jak zwierzę, sam stał się myśliwym, łowcą nagród... i renegatem.

## Fabuła
Wrobiony w morderstwo oficera policji Buzzy’ego Burrella przez Dixona, Reno Raines zostaje wysłany do więzienia, jednak szybko z niego ucieka. Dixon wysyła za nim zawodowego łowcę nagród rdzennego Amerykanina Bobby’ego Sixkillera (Branscombe Richmond), jednak Reno ratuje życie Bobby’emu i zyskuje jego zaufanie. Przyjmując nazwisko Vince Black, pracuje jako łowca nagród dla Sixkiller Enterprises. Jednocześnie poszukuje jedynej osoby, która mogłaby oczyścić jego imię – świadka zwanego Hound Adams (Geoffrey Blake), który, obawiając się o własne życie, ujawni się jedynie gdy Reno zabije Dixona, czego Reno zrobić nie chce.

## Obsada
- Lorenzo Lamas jako Reno Raines/Vince Black
- Branscombe Richmond jako Bobby Sixkiller
- Kathleen Kinmont jako Cheyenne Phillips (sezony 1-4)
- Stephen J. Cannell jako porucznik Donald „Dutch” Dixon
- Sandra Ferguson jako Sandy Carruthers (sezon 5)

## Wersja polska
Opracowanie: Start International Polska

Udział wzięli:
- Janusz Wituch – Reno Raines / Vince Black
- Marcin Kudełka – Bobby Sixkiller
- Jacek Brzostyński – Narrator
- Mariusz Leszczyński – Kapitan Frank Trager (odc. 59)
- Arkadiusz Bazak – Jeremy Sullivan (odc. 59)
- Radosław Pazura – Sierżant McGrath (odc. 59)
- Hanna Kinder-Kiss
- Agata Gawrońska-Bauman

i inni
Lektor: Jacek Brzostyński

## Wydanie DVD
Anchor Bay Entertainment wydało trzy pierwsze sezony serialu na dyskach DVD w regionie 1. Nie wiadomo, czy pozostałe dwa sezony również spotkają się z tego typu dystrybucją.
| Sezon   | Data wydania    | Materiały dodatkowe |
| ------- | --------------- | --- |
| 1.      | 9 kwietnia 2005 | - Wywiady (Stephen J. Cannell, Lorenzo Lamas, Branscombe Richmond i Kathleen Kinmont). |
| 2. i 3. | 4 kwietnia 2006 | - Wywiady (Stephen J. Cannell i Mike Post). - Scenariusz "Dead End & Easy Money" (4. odcinek 2. sezonu). - Odcinek "Dead End & Easy Money" − wybrane sceny w wersji hiszpańskojęzycznej. - Galeria zdjęć. |